# Ypthima alemola
Ypthima alemola är en fjärilsart som beskrevs av Swinhoe 1885. Ypthima alemola ingår i släktet Ypthima och familjen praktfjärilar. Inga underarter finns listade i Catalogue of Life.